# Jan Piekło
Jan Piekło (ur. 20 listopada 1952 w Krakowie) – polski dziennikarz, ekspert ds. mediów, długoletni (2005–2016) dyrektor wykonawczy Poland-America-Ukraine Cooperation Initiative, w latach 2016–2019 ambasador Rzeczypospolitej Polskiej na Ukrainie.

## Życiorys
Absolwent Wydziału Filologicznego Uniwersytetu Jagiellońskiego, magister filologii polskiej (1977). W latach 1978–1981 był dziennikarzem „Gazety Krakowskiej”, która po sierpniu 1980 była źródłem niezależnej informacji, pomostem wyrażania postulatów oraz opozycyjnych wobec władz PRL opinii; działał w redakcyjnej „Solidarności”. Po wprowadzeniu stanu wojennego został zwolniony z pracy, po czym praktykował jako psychoterapeuta w Klinice Psychiatrii Dzieci i Młodzieży w Krakowie, działając jednocześnie w niezależnym ruchu wydawniczym zdelegalizowanej „Solidarności”.
W latach 1989 i 1990 był dziennikarzem „Tygodnika Powszechnego”. W grudniu 1989 relacjonował wydarzenia rewolucji rumuńskiej i obalenie reżimu komunistycznego Nicolae Ceaușescu. W okresie marzec–wrzesień 1990 odbył półroczny staż anglojęzyczny w dzienniku „Fort Worth Star-Telegram” w Teksasie, zorganizowany przez Center for the Foreign Journalists w Reston w Wirginii. We wrześniu 1991 ukończył podyplomowy program „Dziennikarstwo a demokracja” organizowany przez Uniwersytet w Sztokholmie, w kwietniu 1992 Projekt Rozwoju Mediów Europy Środkowo-Wschodniej (ang. East Central European Media Development Project) koordynowany przez Szkołę Dziennikarstwa oraz Centrum Programów Międzynarodowych i Studiów (Center for the International Programs and Studies) Uniwersytetu Missouri.
W latach 1992–1995 jako niezależny reporter relacjonował przebieg rozpadu Jugosławii oraz wojny w Bośni i Hercegowinie. W grudniu 1992 brał udział w pierwszym konwoju humanitarnym zorganizowanym przez Janinę Ochojską do oblężonego Sarajewa. Jak wspominał po latach w jednym z wywiadów, pobyt na Bałkanach w tamtym okresie przyczynił się do utraty przez niego wiary w sens misji dziennikarza i roli mediów, wywołał poczucie bezsilności i traumę, która spowodowała, że „zamiast uprawiać reporterkę, postanowił związać się z organizacją pozarządową”.
Od 2000 redagował elektroniczny magazyn „Forum”, poświęcony dialogowi kultur. W latach 2001 i 2002 był koordynatorem projektu „Mosty Tolerancji”, realizowanego przez Fundację Kultury Chrześcijańskiej „Znak”, amerykański konsulat generalny w Krakowie i Stowarzyszenie Willa Decjusza. Do maja 2005 był dyrektorem programowym „Znaku”, a od maja 2005 dyrektorem wykonawczym PAUCI (Poland-America-Ukraine Cooperation Initiative, przekształconej później w Fundację Współpracy Polsko-Ukraińskiej PAUCI), prowadząc projekty transgraniczne w Armenii, Gruzji, Mołdawii, a zwłaszcza na Ukrainie. W latach 2011–2013 był członkiem Komitetu Sterującego Forum Społeczeństwa Obywatelskiego Partnerstwa Wschodniego przy Komisji Europejskiej.
Postanowieniem Prezydenta RP został mianowany ambasadorem nadzwyczajnym i pełnomocnym RP na Ukrainie (powołanie Jana Piekły na to stanowisko spotkało się z krytyką części mediów). 26 października 2016 złożył listy uwierzytelniające na ręce prezydenta Ukrainy Petra Poroszenki, rozpoczynając oficjalnie misję w Kijowie. Został odwołany w grudniu 2018 ze skutkiem na 31 stycznia 2019.

## Odznaczenia
- Odznaka „Zasłużony Działacz Kultury”[7]

## Publikacje
- Epitafium dla Jugosławii, Kraków 1994, wyd. Tasso, OCLC 863093675.
- Moje odkrywanie Ameryki. Kartki z podróżnego notatnika: marzec–wrzesień 1990, Kraków 1997, wyd. Lord Sinclair, ISBN 83-86404-00-0.
- Węzeł bałkański (red. Jan Piekło, Stefan Wilkanowicz); Fundacja Kultury Chrześcijańskiej „Znak”. Kraków 1998, wyd. „Lux Libri”, ISBN 83-910583-1-X.
- Russia Today: Neo-Imperialism and Crisis – The Polish Perspective. core.ac.uk. [zarchiwizowane z tego adresu (2016-11-21)]. Instytut Spraw Publicznych, Analizy i opinie 7/92, marzec 2009
- Zapach anioła, Gdynia 2013, wyd. Novae Res Wydawnictwo Innowacyjne, ISBN 978-83-7722-534-9.